# Perez Hilton
Perez Hilton, nato Mario Armando Lavandeira Jr. (Miami, 23 marzo 1978), è un blogger, personaggio televisivo, attivista, e conduttore radiofonico statunitense.

## Biografia
Nasce a Miami, in Florida, il 23 marzo 1978 con il nome di Mario Armando Lavandeira Jr., figlio di immigrati cubani. Laureatosi alla New York University nel 2000, Perez Hilton tentò inizialmente la carriera da attore, comparendo tra l'altro in un episodio de I Soprano. Successivamente tentò la carriera di giornalista ed attivista per i diritti dei gay, collaborando con l'organizzazione GLAAD e con diverse testate. Infine aprì il proprio blog, perché "gli sembrava una cosa facile".
Il sito, originariamente intitolato PageSixSixSix.com, e successivamente ribattezzato semplicemente PerezHilton.com, tratta argomenti legati al gossip, ed alle celebrità statunitensi. Egli cambiò il proprio nome in "Perez Hilton" storpiando, così, il nome dell'ereditiera Paris Hilton, soggetto piuttosto frequente dei suoi post (Infatti la pronuncia inglese del nome "Perez" è molto simile a quello del nome "Paris"). Hilton è apertamente gay ed è sempre rimasto molto attivo nella difesa dei diritti degli omosessuali, e nel suo blog frequentemente critica i comportamenti discriminatori di alcune celebrità.
Per esempio Hilton è stato uno dei maggiori sostenitori del licenziamento di Isaiah Washington da parte della ABC, colpevole di alcune osservazioni omofobiche. Tuttavia, nel 2007, Hilton è stato criticato dal blog The Hollywood Gossip per aver ignorato le dichiarazioni omofobe fatte da Paris Hilton. L'11 marzo 2005, dopo appena sei mesi dall'inizio dell'attività di blogger di Hilton, PageSixSixSix.com fu nominato "Il sito più odiato da Hollywood" dalla serie televisiva The Insider, attirando sul sito una popolarità ed un numero tale di visite da far temporaneamente andare in tilt il server che ospitava il blog.
Hilton ha dichiarato nel 2007 che Perezhilton.com arrivava ad avere oltre 8.82 milioni di visite in un periodo di 24 ore, anche se la veridicità di tale dichiarazione è oggetto di disputa. La cantante Fergie nel 2006 gli dedica il brano Pedestal, nel quale lo critica per aver parlato male di lei sul suo blog. Il 17 agosto 2007, citando fonti esclusive, Hilton annunciò la morte del presidente cubano Fidel Castro, dichiarandosi il primo a riportare la notizia. Nonostante Hilton avesse detto che le autorità avrebbero presto fatto un annuncio ufficiale, non vi fu alcuna conferma alla notizia.
Associated Press in seguito, determinò che si trattava di voci infondate, nate a Miami. Castro è successivamente apparso in una intervista alla televisione cubana il 21 settembre 2007, smentendo la notizia della sua morte. Il 15 settembre 2008, il sito Terra.com ha nominato Perez Hilton come "Ispanico dell'anno". Nell'aprile 2009 PerezHilton.com è stato classificato da Alexa come il quattrocentonovantunesimo sito più trafficato al mondo ed il centoquarantatreesimo negli Stati Uniti. Due terzi dei visitatori del blog sono di sesso femminile e con una età compresa fra i diciotto ed i ventiquattro anni.